# 阿爾巴赫河
49°46′11″N 9°33′29″E / 49.76972°N 9.55806°E

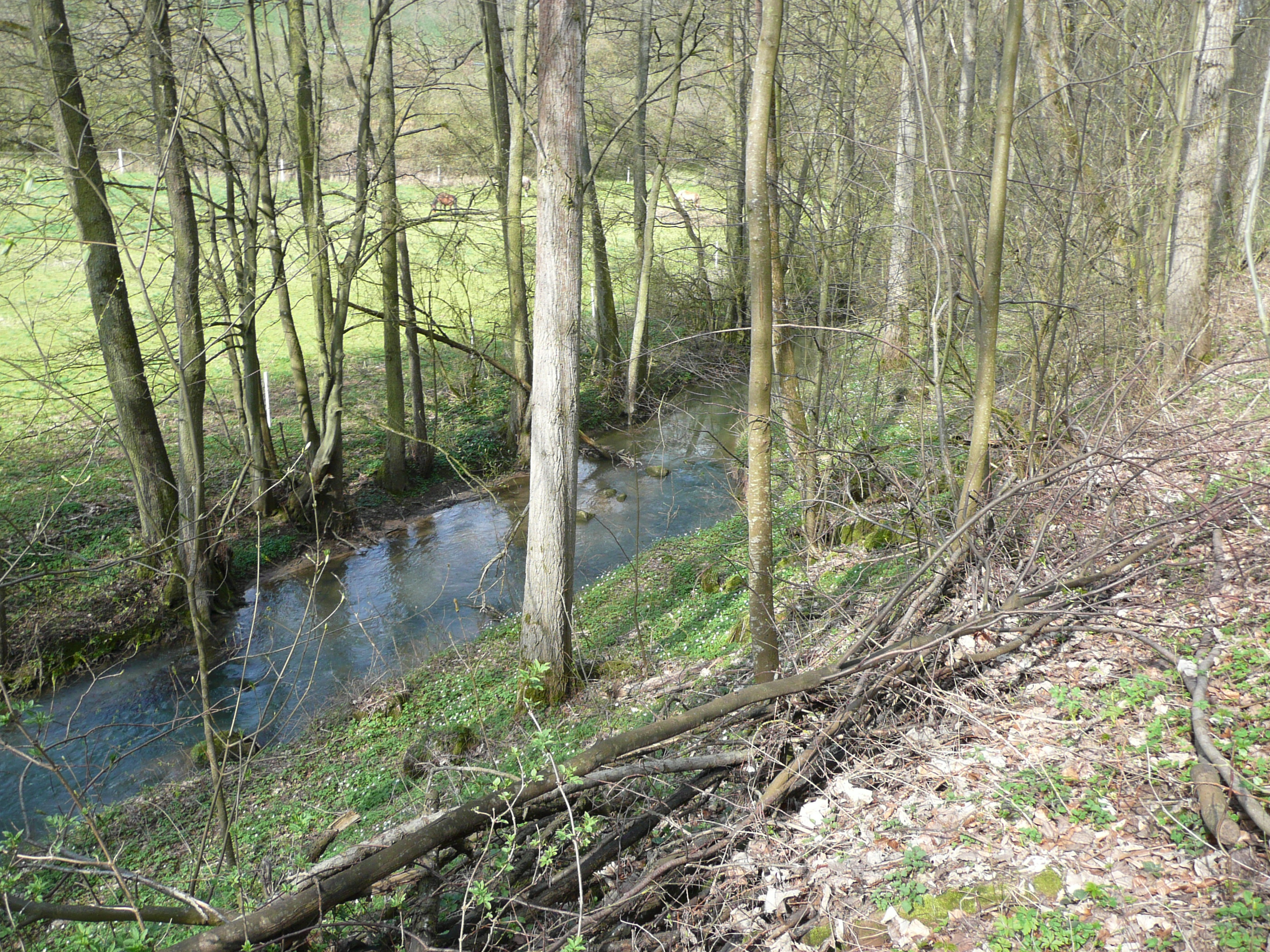

阿爾巴赫河（德語：Aalbach），是德國的河流，位於該國南部，橫跨巴伐利亞和巴登-符騰堡州，屬於美因河的左支流，河道全長26.5公里，流域面積140.25平方公里。